# Afrospasta borana
Afrospasta borana es una especie de coleóptero de la familia Meloidae.

## Distribución geográfica
Habita en Etiopía.